# Poecilocarda binaria
Poecilocarda binaria är en insektsart som beskrevs av Victor Antoine Signoret 1860. Poecilocarda binaria ingår i släktet Poecilocarda och familjen dvärgstritar. Inga underarter finns listade i Catalogue of Life.